# Saint-Maurice-en-Cotentin
Saint-Maurice-en-Cotentin är en kommun i departementet Manche i regionen Normandie i norra Frankrike. Kommunen ligger i kantonen Barneville-Carteret som tillhör arrondissementet Cherbourg. År 2022 hade Saint-Maurice-en-Cotentin 248 invånare.

## Befolkningsutveckling
Antalet invånare i kommunen Saint-Maurice-en-Cotentin
| Referens: INSEE |